# Jörg Ebert

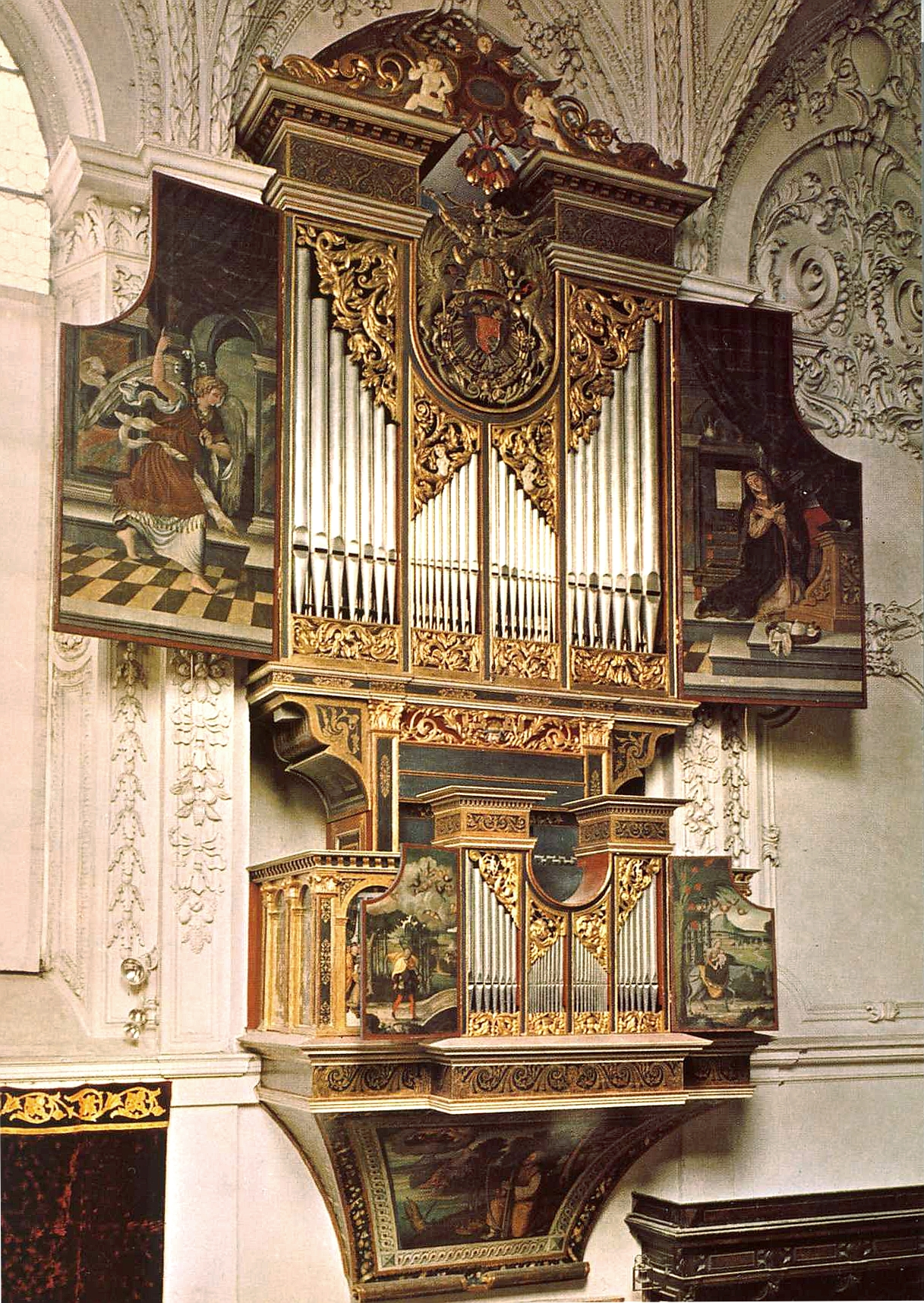
Orgel der Hofkirche in Innsbruck

Jörg (Georg) Ebert (* ?; † 1582) war ein deutscher Orgelbauer.

## Leben
Jörg Ebert wird schriftlich erwähnt ab 1531 in Rothenburg ob der Tauber. Er war ab 1534 in Ravensburg wohnhaft und ist dort als Hausbesitzer nachweisbar. Als Orgelbauer war er sehr gefragt, obgleich er von Zeitgenossen als wankelmütig und wunderlich charakterisiert wurde. Mit der Fertigstellung seiner Arbeiten geriet er oft in Verzug.
1555 wurde er mit dem Bau der Orgel in der Innsbrucker Hofkirche beauftragt, die als bedeutendes Zeugnis seiner Orgelbaukunst erhalten ist. 1561 wurde er von Kaiser Ferdinand I. mit der Fertigstellung der unvollendeten Orgel im Dom zu Prag berufen, da der zuvor damit beauftragte Ferdinand Pfannmüller plötzlich verstorben war. An der Orgel im Prager Dom arbeitete J. Ebert im folgenden Jahr weiter, konnte sie aber ebenfalls nicht vollenden.

## Werkliste
| Jahr      | Ort                   | Gebäude                                | Bild | Manuale | Register | Bemerkungen                                                                      |
| --------- | --------------------- | -------------------------------------- | ---- | ------- | -------- | -------------------------------------------------------------------------------- |
| 1541      | Ravensburg            | Liebfrauenkirche (Ravensburg)          |      |         |          | nicht erhalten                                                                   |
| 1544–1546 | Freiburg im Breisgau  | Freiburger Münster                     |      | II/P    | 16       | neue Schwalbennest-Orgel in Anlehnung an die seinerzeitige Ebert-Orgel errichtet |
| 1548–1550 | Überlingen            | Münster St. Nikolaus                   |      | II/P    | 13       | nicht erhalten                                                                   |
| vor 1554  | Weißenau (Ravensburg) | Kloster Weißenau                       |      |         |          | nicht erhalten                                                                   |
| 1552–1557 | Ottobeuren            | St. Alexander und Theodor (Ottobeuren) |      |         |          | nicht erhalten                                                                   |
| 1557–1561 | Innsbruck             | Hofkirche                              |      | II/P    | 15       | → Orgel                                                                          |
| 1571–1572 | Wangen im Allgäu      | Stadtpfarrkirche St. Martin            |      |         |          | nicht erhalten                                                                   |

weitere Orgeln:
- Luzern, St. Leodegar im Hof (1534, nicht erhalten)
- Freiburg im Breisgau, Münster (1545, nicht erhalten)